# Ryo Shinzato
Ryo Shinzato (新里 亮 Shinzato Ryo?, Aichi, 19 de mayo de 1990) es un futbolista japonés que juega como defensa en el Omiya Ardija de la J2 League.

## Trayectoria

### Clubes
| Club                 | País  | Año       |
| -------------------- | ----- | --------- |
| Mito HollyHock       | Japón | 2013-2015 |
| Ventforet Kofu       | Japón | 2016-2017 |
| Júbilo Iwata         | Japón | 2018-2020 |
| Gamba Osaka (cedido) | Japón | 2020      |
| V-Varen Nagasaki     | Japón | 2021      |
| Omiya Ardija         | Japón | 2022-     |

## Estadística de carrera

### J. League
| Club           | Año   | J. League | J. League | Copa J. League | Copa J. League | Total | Total |
| Club           | Año   | Part.     | Goles     | Part.          | Goles          | Part. | Goles |
| -------------- | ----- | --------- | --------- | -------------- | -------------- | ----- | ----- |
| Mito HollyHock | 2013  | 15        | 0         | -              | -              | 15    | 0     |
| Mito HollyHock | 2014  | 42        | 1         | -              | -              | 42    | 1     |
| Mito HollyHock | 2015  | 37        | 1         | -              | -              | 37    | 1     |
| Ventforet Kofu | 2016  | 14        | 0         | 5              | 0              | 19    | 0     |
| Ventforet Kofu | 2017  | 33        | 0         | 3              | 0              | 36    | 0     |
| Total          | Total | 141       | 2         | 8              | 0              | 149   | 2     |